# Angels & Demons (filme)
Angels & Demons (bra: Anjos e Demônios; prt: Anjos e Demónios) é um filme estadunidense de 2009 dos gêneros filme de suspense, drama e policial, dirigido por Ron Howard, com roteiro de Akiva Goldsman e David Koepp baseado no romance homônimo de Dan Brown.
Lançado mundialmente no dia 15 de maio de 2009 e distribuído pela Sony e produzido por Brian Grazer, o longa tem novamente Tom Hanks interpretando o professor Robert Langdon, e ainda Ayelet Zurer, como a física italiana Vittoria Vetra, e Ewan McGregor no papel de Patrick McKenna, o camerlengo do papa.
A equipe de produção do filme trabalhou intensamente para conseguir lançar um teaser trailer na mesma altura do lançamento do quinto romance de Dan Brown, The Lost Symbol/português do Brasil O Símbolo Perdido. Entretanto o lançamento do livro foi adiado para setembro de 2009. Antes de The Lost Symbol, foram lançados o Código da Vinci, Angels & Demons, Ponto de Impacto (A Conspiração em Portugal) e Fortaleza Digital.
Após o sucesso de O Código Da Vinci e Anjos e Demônios, o estúdio Sony Pictures confirmou que Tom Hanks voltará a interpretar o simbologista Robert Langdon no terceiro filme da franquia "The Da Vinci Code" que se chamará Inferno, e será baseado no best-seller homônimo. O filme será dirigido por Ron Howard, como os anteriores.

## Sinopse
Depois de um bizarro homicídio no CERN, na Suíça, Robert Langdon é chamado para investigar um desaparecimento meticulosamente planejado de uma substância perigosa conhecida como antimatéria. Para além disso, um emblema Illuminati queimado sobre o cientista morto reaviva a hipótese dessa sociedade secreta ainda existir, lançando Langdon numa procura às respostas das questões levantadas pelos recentes acontecimentos. A história é desenrolada durante o Conclave, diante de uma Roma que acompanha de perto a eleição papal e os misteriosos assassinatos de Cardeais.

## Elenco
- Tom Hanks — Robert Langdon
- Ayelet Zurer — Drª. Vittoria Vetra
- Ewan McGregor — Camerlengo Patrick McKenna (Carlo Ventresca no livro)
- Stellan Skarsgård - Comandante Maximilian Richter
- Pierfrancesco Favino - Inspetor Ernesto Olivetti do Corpo da Gendarmaria do Estado da Cidade do Vaticano
- Armin Mueller-Stahl - Cardeal Strauss, Deão do Colégio dos Cardeais
- Nikolaj Lie Kaas - O Assassino
- Thure Lindhardt - Tenente Chartrand
- David Pasquesi - Claudio Vicenzi
- Cosimo Fusco - Arcebispo Simeon
- Victor Alfieri - Tenente Valenti
- Carmen Argenziano - Padre Silvano Bentivoglio
- Marco Fiorini - Cardeal Baggia/Papa Lucas
- Bob Yerkes - Cardeal Guidera
- Franklin Amobi - Cardeal Lamassé
- Curt Lowens - Cardeal Ebner
- Todd Schneider - Carabiniere
- Alfred Molina - Narrador

## Produção

### Desenvolvimento
Em 2003, a Sony Pictures adquiriu os direitos da produção de Angels & Demons e The Da Vinci Code através de um acordo com o autor Dan Brown. Em maio de 2006, seguindo ao lançamento da adaptação cinematográfica do segundo livro, a Sony contratou o roteirista Akiva Goldsman, que escreveu o roteiro, para iniciar uma adaptação de Angels & Demons. As filmagens foram agendadas para início em fevereiro de 2008 e o filme seria lançado em dezembro do mesmo ano, porém, por conta da Greve dos roteiristas dos Estados Unidos, as filmagens foram paralisadas e o título foi adiado para maio de 2009. David Koepp reescreveu o roteiro antes do reinício das filmagens.

### Filmagem
As filmagens começaram em 4 de junho de 2008, em Roma, sob o falso título de trabalho Obelisco, sendo que o restante do filme foi filmado no Sony Pictures Studios em Los Angeles. Os funcionários da Igreja Católica Romana consideraram o Código Da Vinci ofensivo e proibiram as filmagens em suas igrejas, de modo que as cenas dos respectivos locais foram feitas nos estúdios da Sony. O Palácio Caserta dobrou para o interior do Vaticano, e a Biblioteca Angélica foi usada para o Biblioteca do Vaticano. Filmagens adicionais ocorreram na Universidade da Califórnia em Los Angeles, em julho.

## Boicote
O L'Osservatore Romano, jornal oficial do Vaticano, publicou um artigo, dizendo que a Igreja "não poderia aprovar" um filme tão problemático. O jornal de Turim La Stampa disse que o Vaticano iria em breve convocar um boicote contra o filme, ainda que no mesmo artigo o Arcebispo Velasio De Paolis tenha advertido contra o "efeito bumerangue", que poderia chamar mais a atenção ao filme e até torná-lo mais popular.
Produtores pediram permissão a autoridades da Igreja para filmar cenas de Anjos e Demônios no Vaticano, mas os pedidos foram negados.
Membros da Igreja defenderam um boicote contra O Código da Vinci quando foi lançado em 2006, mas teve um efeito muito pequeno na popularidade do filme, baseado no best-seller de Dan Brown.

## Recepção da crítica
Angels & Demons tem recepção mista por parte da crítica especializada. Com tomatometer de 37% em base de 249 críticas, o Rotten Tomatoes publicou um consenso: "Angels & Demons é um passeio de emoção em ritmo acelerado, e uma melhoria em relação a última adaptação de Dan Brown, mas a história muitas vezes oscila entre implausível e ridículo e não se traduz de forma eficaz para a tela grande". Por parte da audiência do site tem 57% de aprovação.